# Atopotrophos mandibularis
Atopotrophos mandibularis là một loài tò vò trong họ Ichneumonidae.